# تمثيل كيميائي

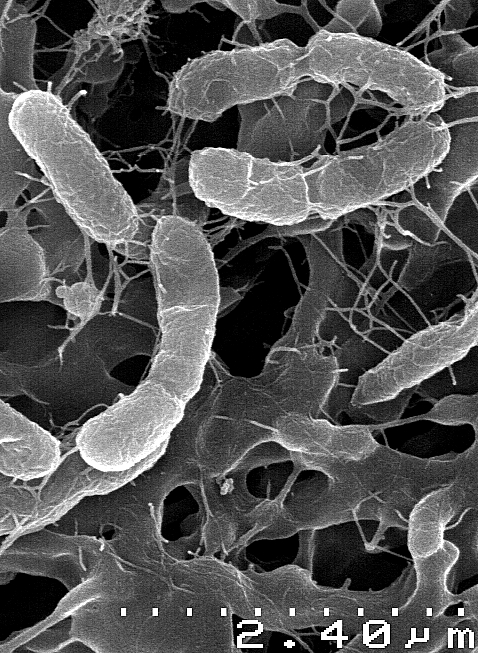
بكتيريا Venenivibrio stagnispumantis تكتسب الطاقة من أكسدة غاز الهيدروجين.

تمثيل كيميائي أو البناء الكميائي في الكيمياء الحيوية (بالإنجليزية: chemosynthesis) هو تحول جزيء كربون أو أكثر - عادة يكون ثاني أكسيد الكربون أو الميثان - ومواد أخرى إلى مادة عضوية عن طريق أكسدة جزيئات غير عضوية، مثل الهيدروجين وسلفيد الهيدروجين أو الميثان كمصدر للطاقة، استعاضة عن الأشعة الشمسية كما نعرفه في التمثيل الضوئي للنبات. وتوجد أحياء تستغل التمثيل الكيميائي للحصول على الكربون والنمو من خلال التمثيل الكيميائي (بالمقارنة باستغلال يخضور النبات لاشعة الشمس لربط الكربون والنمو). من تلك الأحياء بكتيريا مختزلة للكبريت، ونوع من بروتوباكتريت يسمى «إبسيلون برتوبكتيريا» و «أكويفيسيا»، وأركيا التي تعيش على الميثان، وبكتريا مؤكسدة للحديد، وغيرها.
كثير من الأحياء الميكروبية تعيش في أعماق البحار والمحيطات تقوم بالتمثيل الكيميائي للنمو من جزيئات بسيطة للكربون. وتصنف تلك المناطق إلى نوعين: مناطق نادرة يكثر فيها غاز الهيدروجين، فتكتسب الطاقة من تفاعل ثاني أكسيد الكربون والهيدروجين، مما ينتج الميثان CH4 واستغلاله في النمو. ومناطق واسعة من المحيطات تحصل الأحياء فيها على الطاقة عن طريق التمثيل الكيميائي بأكسدة مواد مثل كبريتيد الهيدروجين أو الأمونيا. وقد تحدث تلك التفاعلات في وجود أو عدم وجود الأكسجين.
كثير من الأحياء الميكروبية الت تجري التمثيل الكيميائي تعيش عليها أحياء أخرى في البحار والمحيطات، كما يحدث بين بعض منها تعايش symbiosis ، حيث تكون معيشة الحيوان منها معتمدة على الآخر في تبادل للمواد الغذائية. وكثير من العائلات الحيوانية يمكنها الاستعانة بنواتج ثانوية للتمثيل الكيميائي الذي تنتجه بكتيريا عند فوهات مائية حرارية أو يتسرب من شقوق في موقع هيدرات الميثان أو المسربات الباردة أو جثث حيتان أصابها التحلل.
يفترض بعض العلماء وجود تمثيل كيميائي لحياة تحت سطح المريخ وتحت سطح «قمر المشتري» أوروبا وربما في كواكب أخرى، ولكن لا تزال البحوث جارية للتعرف على ذلك يقينا.
.

## أحد التفاعلات
أحد تفاعلات التمثيل الكيميائي هو تفاعل كبريتيد الهيدروجين كالآتي:
6CO₂ + 6H₂S → C₆H₁₂O₆ + 6S
وتقوم بهذا التفاعل بكتيريا تعيش في فوهات مائية حرارية تنتج منها كربوهيدرات مثل
C6H12O6.

## عمليات حيوية
تستغل الدودة الأنبوبية الكبيرة بكتيريا تعيش داخلها بغرض تثبيت الكربون والنمو وتستعين بسلفيد الهيدروجين كمصدر للطاقة، وتقوم بإنتاج سكر وأحماض أمينية.
.
كما تنتج بعض التفاعلات الكبريت:
التمثيل الكيميائي لسلفيد الهيدروجين:
وبدلا من إنتاج الأكسجين مثلما يحدث في التمثيل الضوئي تنتج من التفاعل كرات من الكبريت. وفي بكتيريا يمكنها القيام بالتمثيل الكيميائي، مثل بكتيريا الكبريت الخضراء فهي تكون الكبريت ويمكن رؤيته أصفر اللون في السيتوبلازم.

## اكتشافها

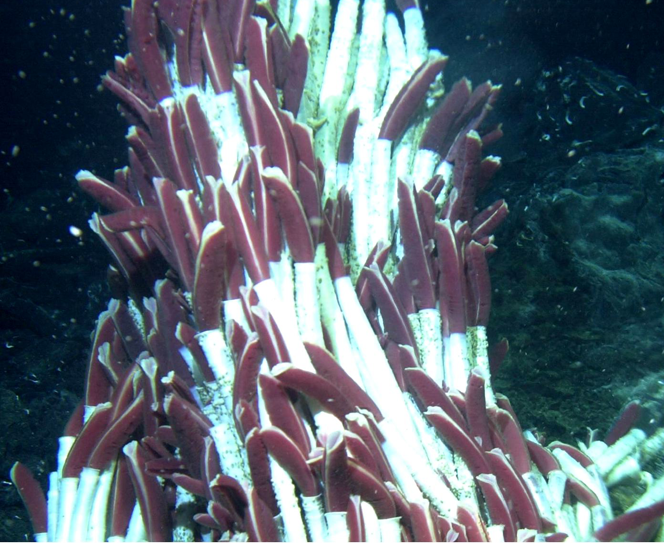
الدودة لأنبوبية الكبيرة (Riftia pachyptila) لها عضو يحتوي على بكتيريا تقوم فيها بالتمثيل الكيميائي.

في عام 1890 اقترح «سرجي فينوجرادسكي» طريقة للحياة جديدة تسمى «تمثيل كيميائي». وكان اكتشافه أن بعض الميكروبات قد يمكنها العيش على مواد غير عضوية. واعتمد في أبحاثة خلال الثمانينيات من القرن التاسع عشر في شتراسبورج وزيوريخ على الحديد والكبريت وبكتيريا النتروجين.

## أحياء تقوم بالتمثيل الكيميائي
أمثلة لأحياء تقوم بالتمثيل الكيميائي:
- بكتيريا الكبريت: وهي تقوم بأكسدة سلفيد الهيدروجين H2S, مثلما يحدث في الحقول المسمدة بسماد طبيعي،
- بكتيريا نتروجين: وهي تأكسد الأمونيا NH3, وبالتالي تؤكسد النتريت NO2−, مثلما في الأراضي الزراعية.
- بكتيريا الحديد: وهي تؤكسد الحديد ثنائي التكافؤ Fe2+ إلى حديد ثلاثي التكافؤ Fe3+, مثلما يحدث في أنابيب المصارف الزراعية.
- بكتيريا الميثان تجري تفاعل الهيدروجين H2 مع ثاني أكسيد الكربون CO2 وتكون ماء H2O والميثان CH4، وهي تستغل استغلالا صناعيا لإنتاج الغاز الحيوي الذي أصبح مصدرا للطاقة المتجددة.

## قاع المحيط
في عام 2013 نشر بعض الباحثين اكتشافهم لبكتيريا تعيش في صخور في قشرة قاع المحيط، أي تحت طبقات سميكة من الطبقات الرسوبية، وهي بعيدة عن الفوهات المائية الحرارية التي تتكون على الحافات بين الصفائح التكتونية. وتشير النتائج الأولية إلى ان تلك البكتيريا تعتمد على الهيدروجين الذي ينتج من التفاعل الكيميائي لصخر أوليفين مع ماء البحر الذي يتسرب إليه من خلال
شقوق في طبقة البازلت التي تحتويها قشرة قاع المحيط. تنتج تلك البكتيريا غاز الميثان عن طريق تفاعل الهيدروجين وثاني أكسيد الكربون.

## علاقة التمثيل الكيميائي بتقنية النانو
يستخدم تعبير التمثيل الكيميائي أيضا في تكنولوجيا النانو الجزيئية molecular nanotechnology ، حيث تجرى تفاعلات تعتمد على عشوائية حركة الجزيئات، وهي فرع يشمل معظم الكيمياء التخليقية الحديثة synthetic chemistry.
نظرا لأن التمثيل الضوئي والطرق الطبيعية الأخرى لإنتاج جزيئات معقدة تصل إلى حد أنتاج الرنا وتقوم بتخزينها في الدنا، فإن مؤيدي «الهندسة الكيميائية» يطمحون في استغلال عمليات اصتناعية لإنتاج مركبات سلاسل طويلة للتخزين طويل الأمد، وللتخزين على الأجل القصير، ويكون لها فاعلية مشابهة للإنزيمات ومشابهة لما يجري داخل خلية حية. والغرض من ذلك هو إنتاج جزيئات معقدة لا تحتاج إلى البروتين. وقد امكن إنتاج أنابيب كربون نانو carbon nanotube عن طريق تفاعلات عير عضوية.